# Aleksej Demjanov
Aleksej Demjanov (* 9. Dezember 1973 in Tscherkessk, Sowjetunion; † 8. August 2021 ebenda) war ein kroatischer Turner.

## Karriere
Aleksej Demjanov wurde in Tscherkessk, Sowjetunion geboren und kam 1993 nach Kroatien. Bereits zwei Jahre später gewann er bei der Universiade im japanischen Fukuoka die Goldmedaille an den Ringen. Bei den Olympischen Sommerspielen 1996 in Atlanta ging er als einziger Turner für Kroatien an den Start. Er turnte alle Geräte und erzielte im Wettkampf an den Ringen mit Platz 20 seine beste Platzierung. 1997 gewann Demjanov an den Ringen mit Silber bei den Mittelmeerspielen in Bari und Bronze bei der Universiade in Catania zwei weitere Medaillen.
Er starb im Alter von 48 Jahren in seiner Geburtsstadt.